# Weissenhofmuseum
Das Weissenhofmuseum in Stuttgart ist ein 2006 eröffnetes Museum für Architekturgeschichte. Es befindet sich in einem von den Architekten Le Corbusier und Pierre Jeanneret entworfenen Doppelhaus in der Weißenhofsiedlung.

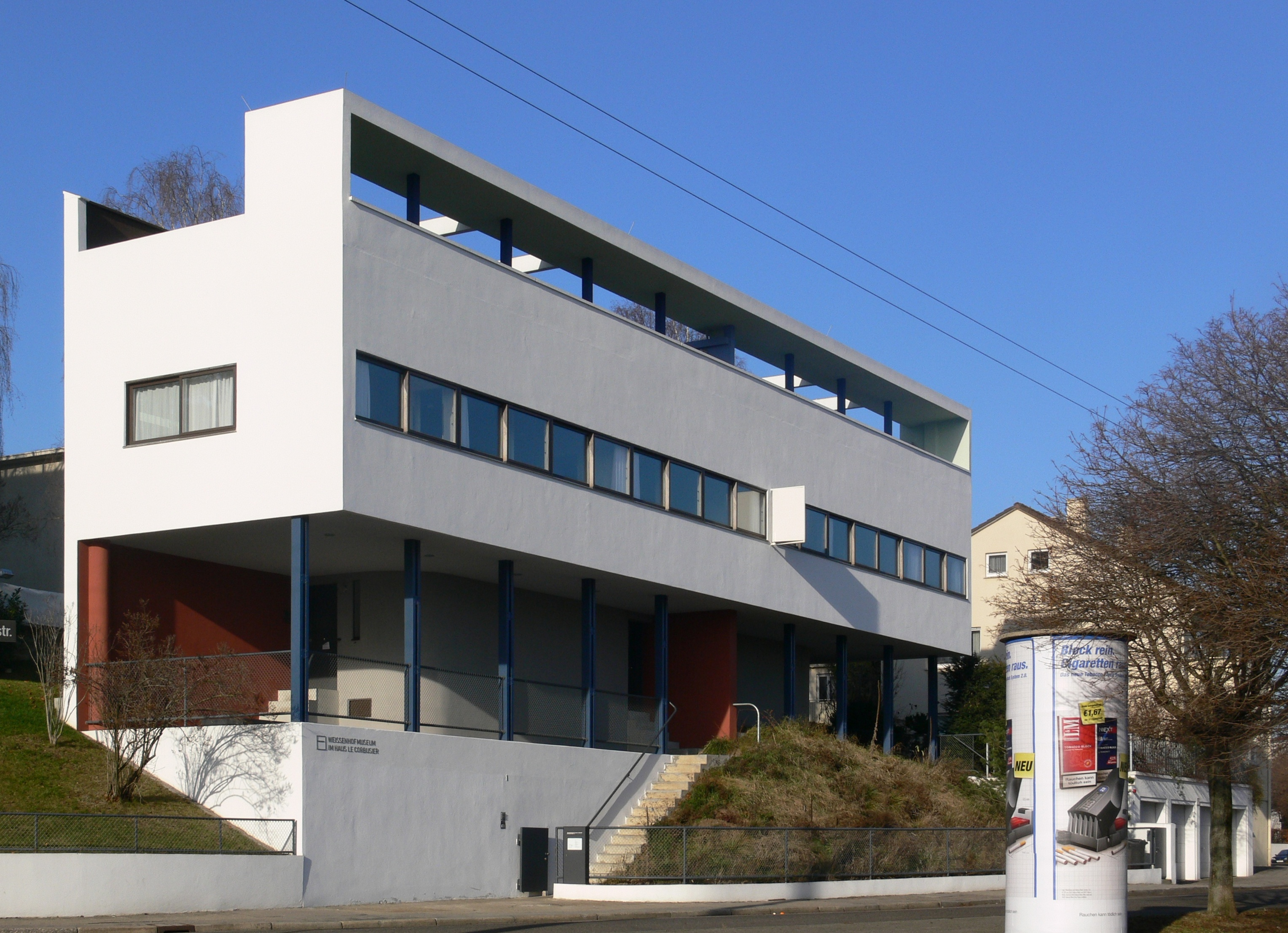
Das Museum im Haus Le Corbusier

Das Gebäude gehört seit 2016 als eines der 17 aufgenommenen Werke Le Corbusiers zum UNESCO-Weltkulturerbe.

## Bestandteile
Das Doppelhaus besteht aus den beiden verbundenen Gebäuden Rathenaustraße 1 und 3. Die Haushälfte in der Rathenaustraße 1 beherbergt das eigentliche Museum. Die Haushälfte war seit den 1920er Jahren erheblichen baulichen Änderungen unterworfen, die beim Bau des Museums weitestgehend beibehalten wurden. Dort sind Exponate ausgestellt, die Auskunft über die Geschichte der Siedlung geben.
Die Haushälfte in der Rathenaustraße 3 wurde im Gegensatz dazu in den originalen Zustand von 1927 zurückversetzt; sie stellt ein „begehbares Exponat“ dar; so sind beispielsweise Badezimmer, Küche, Wohn- und Schlafräume möbliert. Letztere sind einem französischen Nachtzug nachempfunden, der bei Nacht variabel zu einem Schlafwagen umgebaut werden kann. Besucher gelangen über einen etwas versteckten Abgang vom Dachgeschoss aus in diese Haushälfte.

## Organisation
Das Gebäude gehört der Stadt Stuttgart. Betrieben wird das Museum durch den Verein der Freunde der Weißenhofsiedlung e. V., der dafür von der Stadt einen jährlichen Zuschuss von 80.000 Euro erhält.

## Geschichte
Bereits seit der Denkmalstellung der Siedlung 1958 gab es Pläne für ein Weissenhofmuseum. Im Jahr 2002 kaufte die Stadt Stuttgart vom Bund das Gebäude für das Museum, welches in der Folgezeit aufwendig restauriert wurde. Die Kosten für die Wiederherstellung des Doppelhauses betrugen 1,2 Millionen Euro und wurden von der Wüstenrot Stiftung getragen. Denselben Betrag wendete die Stadt Stuttgart für den Kauf der Immobilie sowie für die Museumseinrichtung auf.
Nach dreijähriger Bauzeit wurde das Museum am 25. Oktober 2006 eröffnet.

## Welterbestätte seit 2016

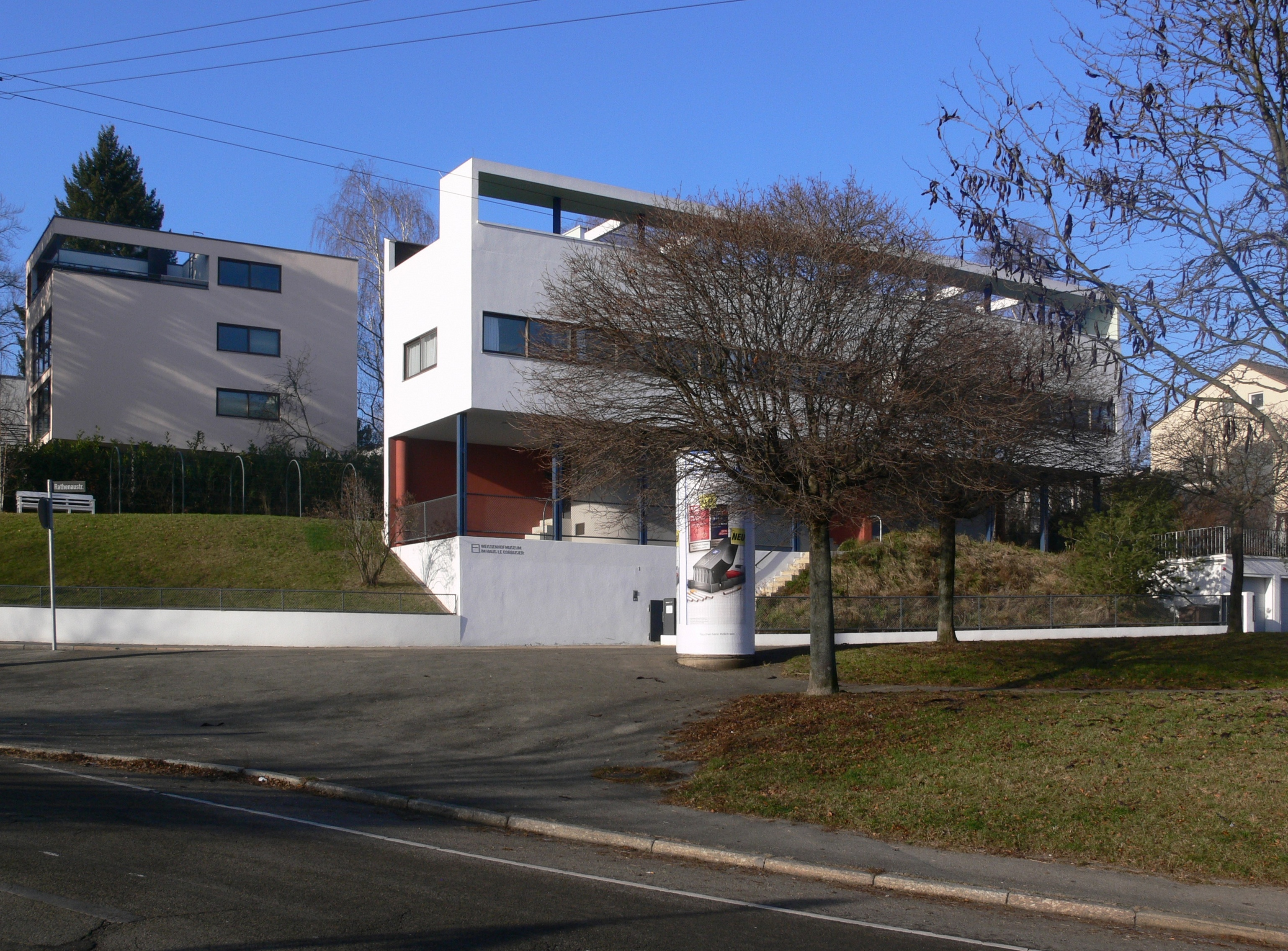
Museum rechts, Haus Citrohan links

Im Februar 2007 ließ Deutschland die beiden von Le Corbusier entworfenen Gebäude, neben dem heutigen Museum auch das nebenan gelegene Haus Citrohan, als einheitlichen Vorschlag in die Tentativliste der UNESCO eintragen. Ein solches Vorgehen ist Voraussetzung dafür, um zu einem späteren Zeitpunkt die Anerkennung als Welterbestätte zu beantragen. Dies geschah im Januar 2008: unter Federführung Frankreichs und unter Beteiligung der Fondation Le Corbusier wurden die Häuser aus Stuttgart und zunächst 22 Objekte und Objektgruppen Le Corbusiers aus sechs weiteren Ländern unter dem Titel „Das urbanistische und architektonische Werk von Le Corbusier“ (französisch Œuvre urbaine et architecturale de Le Corbusier) für die Aufnahme als Weltkulturerbe nominiert. Trotz zwischenzeitlicher Überarbeitung und Reduzierung auf 19 Objekte fand diese Kandidatur nicht die Mehrheit des Welterbekomitees bei dessen Jahrestagung im Juni 2011.
Im Juli 2016 wurden 17 Bauten von Le Corbusier in die Liste des UNESCO-Weltkulturerbes aufgenommen. Darunter sind nun auch die zwei Häuser in der Weißenhofsiedlung.